# Березовська Олена Олександрівна
Олена Олександрівна Березовська (нар. 2 червня 1988, Дніпропетровська область, УРСР, СРСР) — український і російський журналіст, громадський діяч, колишній головний редактор російського пропагандистського видання «Украина.ру», що входить до складу медіагрупи «Росія сьогодні» і вважається «рупором» Кремля.

## Освіта
Закінчила факультет державного та муніципального управління Московського Інституту економіки і соціальних відносин.
Первинна освіта за фахом журналіст-продюсер телевізійних програм отримала в «Інтершколі» при телеканалі «Інтер» (Україна).

## Кар'єра
2008—2011 — Журналіст інтернет-видання «Обозреватель» Спеціалізувалася на політичних, правових і економічних питаннях, а також проводила журналістські розслідування в області медицини.
2009—2012 — автор і ведуча спільної програми «Обозреватель.уа» і Першого національного телеканалу «Питання».
2011—2013 — засновник, головний редактор англомовної газети «The Kiev Times».
2011—2013 — автор і ведуча програми «Сніданок з Оленою Березовською» у виданні «Обозреватель.уа».
Входила до журналістського пулу президента Януковича, стосунки з яким ЗМІ описували як близькі.
Після повалення влади Януковича в ході Євромайдана переїхала до Росії.
З червня 2014 по травень 2016 року — головний редактор пропагандистського антиукраїнського видання «Украина.ру», створеного російським державним агентством «Росія сьогодні».
Була піар-консультантом і спічрайтером ряду українських політиків. Є автором аналітичних статей на сайті ria.ru і експертом програми «Репліка» на телеканалі «Росія-24».

### Санкції
У вересні 2015 року потрапила в санкційний список України, тривалість санкцій дорівнює одному року.
З травня 2017 року постановою РНБО заборонений в'їзд в Україну та накладено арешт на належне майно.
26 червня 2021 року відповідно до Указа Президента України від 24.06.2021 № 265/2021 на її нерухомість і майно накладені санкції.

## Благодійність і громадська діяльність
- У 2010—2013 роках була керівником БФ регіонала-втікача Олександра Онищенка[5].
- 2013 — заснувала ГО «За православну Україну»[17].
- Нагороджена орденом Святої рівноапостольної княгині Ольги за заслуги перед РПЦвУ